# Nicolás Campos
Nicolás Nahuel Campos Mieres (Toledo, 4 maggio 2005) è un calciatore uruguaiano, attaccante del Boston River.

## Carriera
Campos è cresciuto nel settore giovanile del Defensor Sporting, con cui ha debuttato in prima squadra il 26 settembre 2022 nei minuti finali dell'incontro di Primera División vinto 2-1 contro il Cerrito. Rimasto con l'Under-19 per tutta la stagione seguente, il 6 gennaio 2024 è stato ceduto a titolo definitivo al River Plate (M).

## Statistiche

### Presenze e reti nei club
Statistiche aggiornate al 29 aprile 2024.
| Stagione        | Squadra           | Campionato      | Campionato | Campionato | Coppe nazionali | Coppe nazionali | Coppe nazionali | Coppe continentali | Coppe continentali | Coppe continentali | Altre coppe | Altre coppe | Altre coppe | Totale | Totale | Totale |
| Stagione        | Squadra           | Comp            | Pres       | Reti       | Comp            | Pres            | Reti            | Comp               | Pres               | Reti               | Comp        | Pres        | Reti        | Pres   | Reti   |        |
| --------------- | ----------------- | --------------- | ---------- | ---------- | --------------- | --------------- | --------------- | ------------------ | ------------------ | ------------------ | ----------- | ----------- | ----------- | ------ | ------ | ------ |
| 2022            | Defensor Sporting | PD              | 1          | 0          | CU              | 2               | 0               |                    | -                  | -                  |             | -           | -           | 3      | 0      |        |
| 2024            | River Plate (M)   | PD              | 6          | 0          | CU              | 3               | 0               |                    | -                  | -                  |             | -           | -           | 9      | 0      |        |
| Totale carriera | Totale carriera   | Totale carriera | 7          | 0          |                 | 5               | 0               |                    | -                  | -                  |             | -           | -           | 12     | 0      |        |

## Palmarès

### Club

#### Competizioni nazionali
- Copa Uruguay: 1

Defensor Sporting: 2022